# Gloydius liupanensis
Gloydius liupanensis là một loài rắn trong họ Rắn lục. Loài này được Liu Song & Luo mô tả khoa học đầu tiên năm 1989.